# Tylorstown
Tylorstown est un village et une communauté dans le borough de comté de Rhondda Cynon Taf au Pays de Galles.
Sa population était de 3 641 habitants en 2011.